# ハロー・ガールズ

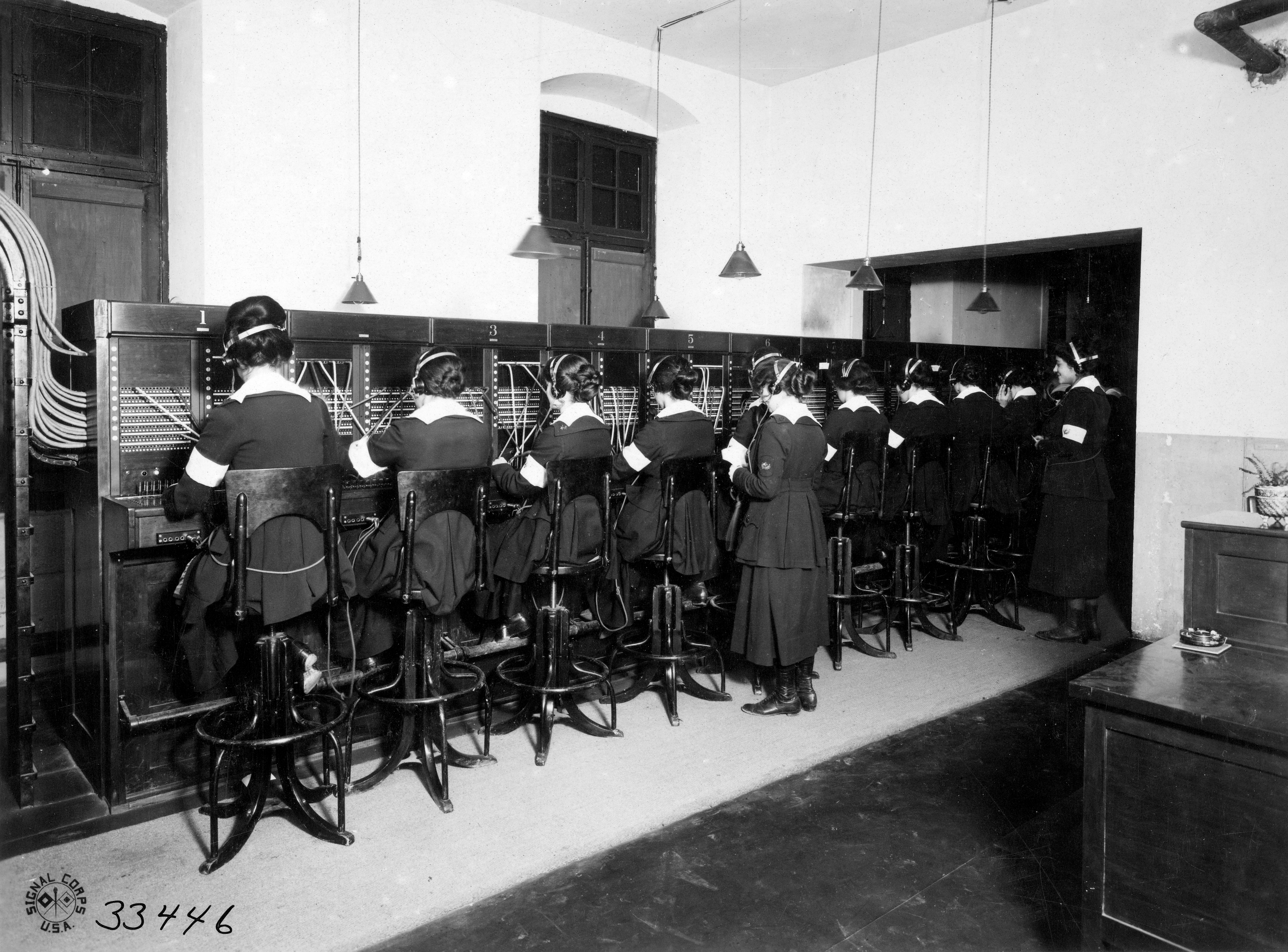
第一次世界大戦中のフランス、ショーモンで交換機を操作するハロー･ガールズ

ハロー・ガールズ (Hello Girls) とは第一次世界大戦中にアメリカ軍の電話交換手をつとめたバイリンガルの女性たちである。アメリカ陸軍通信隊に所属し軍律の対象ともなったが、戦後しばらくするまで軍と契約した民間人として扱われていた。正式名称を通信隊女子電話交換手部隊 (Signal Corps Female Telephone Operators Unit) といい、ハロー・ガールズという俗称は、彼女たちがコールに必ず「ハロー」と応えたことにちなむ。

## 歴史

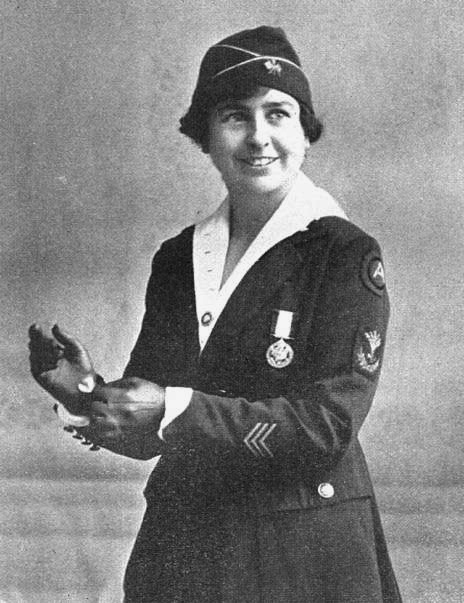
チーフオペレーターのグレース・バンカーは殊勲賞を授与されている

1917年11月、アメリカ海外派遣軍 (AEF) 司令官ジョン・パーシング元帥の号令のもと西部戦線での情報伝達を改善するため特殊技能を持つ女性部隊の創設が決まった。当時通信隊はフランスにおいて電話交換手を英語の拙いフランス人に頼っている状態であった。また女性を登用することで男性のオペレーターはより危険な場所にある電話局に送ることができるという考えもあった。海外派遣軍はフランス軍とも意志の疎通を図らねばならず、隊員には英語とフランス語に堪能である事が求められた。
パーシングが全米に向けて出した広告によれば具体的な条件として、独身であり、健康状態が良好で、フランス語に堪能であり、大学を卒業していることが挙げられている。この条件を満たすアメリカ人女性の募集および勧誘、教育には民間の米国電話電信会社 (AT&T) の協力があった。応募した7,000人を越える女性のうち450人以上がAT&Tの研修を受け、223人が実際に海外へ派遣された。その多くが電気通信会社に勤めたことがあるか電話交換手の仕事の経験があった。通信隊としての訓練はメリーランド州のフォート・フランクリン（後のフォート・ミード）で行われた。

### 任務
訓練を終えた隊員たちの第一陣33名は、AT&Tで電話交換手の講師をしていたグレース・バンカーの指揮のもと、1918年3月にヨーロッパへ出発した。その後5つの部隊が続き、パリ、ショーモン、トゥールをはじめとするフランス各地で、イギリスにおいてはロンドン、サウサンプトン、ウィンチェスターで派遣軍の電話交換を大量にこなした。後にバンカーは数人の隊員とともに第1軍について前線に近い任地を持ったため、ムーズ・アルゴンヌ攻勢の間しばしば48時間交替で砲火や飢えに耐えながら仕事をこなしたが、これは例外的なケースではある。

### 評価
概して彼女たちの技術は高く評価されており、フランスにおけるアメリカ軍の指揮と統制の効率を維持するのに貢献したとされている。派遣軍の通信長 (Chief Signal Officer) エドガー・ラッセル准将も、近距離・遠距離をとわずアメリカの電話通信に対して完璧に近い責任を果たし高い基準を打ち立てたとたたえている。

### 戦後
陸軍の軍服を身につけ、軍の規律に従っていたにもかかわらず、彼女たちは「民間人」とみなされ、名誉除隊が認められないどころか軍歴の証明さえ受けられなかった。ようやく議会が存命中の「ハロー･ガールズ」たちを退役軍人/名誉除隊者として認め、カーター大統領がそれに署名したのは第一次世界大戦から60年目にあたる1978年のことである。アメリカ陸軍通信博物館には通信隊の電話交換手だったルイーズ・ルッフェが着用したハロー・ガールズの制服が展示されている。